# François Kamano
François Kamano (Conacri, 2 de maio de 1996) é um futebolista guineano que atua como ponta-esquerda e ponta-direita. Atualmente está no Abha Club.

## Carreira

### Bastia
Kamano fez sua estreia profissional pelo Bastia em 9 de agosto de 2014, entrando como substituto em um empate em casa por 3–3 contra o Olympique de Marseille. Seu primeiro gol veio em 20 de dezembro, colocando o Bastia à frente em um eventual empate 1–1 com o Caen. Ele terminou sua primeira temporada com quatro gols em 24 jogos e foi expulso em 9 de maio de 2015, em uma vitória por 1-0 sobre o Rennes.
No início da temporada seguinte, Kamano recebeu dois cartões vermelhos consecutivos nas derrotas para o Saint-Étienne e para o Lyon. Ele marcou quatro gols em 24 partidas na temporada 2015–16.

### Bordeaux
Em julho de 2016, Kamano assinou um contrato de quatro anos com o Bordeaux, após tentativas anteriores de AIK, Villarreal, Rennes e do Guingamp. A transferência relatada foi de 2,5 milhões de euros. Em 26 de outubro de 2016, ele fez sua estreia na vitória por 2–0 contra o Châteauroux, pela Copa da Liga Francesa de 2016–17, também marcando seu primeiro gol pelo clube no mesmo jogo.
Em 30 de outubro de 2016, ele fez sua estreia na Ligue 1 pelo time em um empate em 0–0 fora de casa contra o Olympique de Marseille. Em 6 de novembro de 2016, ele marcou seu primeiro gol na liga pelo Bordeaux na vitória por 2–1 em casa contra o Lorient. Em sua temporada de estreia no Bordeaux, Kamano jogou 37 partidas, dando cinco assistências e marcando oito gols. Jogando principalmente como ponta-esquerda, ele ajudou o Bordeaux a terminar em 6º lugar na Ligue 1 de 2016–17 e se classificar para a Liga Europa da UEFA de 2017–18.
Kamano fez sua estreia em uma competição continental no dia 27 de julho de 2017, jogando como titular em ambas as partidas contra o Videoton da Hungria pela terceira pré-eliminatória da Liga Europa da UEFA de 2017–18. O Bordeaux venceu a primeira partida por 2–1, mas foi eliminado do torneio na segunda partida depois de perder pela regra do gol fora de casa.
No final da Ligue 1 de 2017–18, ele ajudou o Bordeaux a terminar em 6º lugar, marcando 8 gols na temporada e, assim, se classificando para a Liga Europa da UEFA de 2018–19. Em 2 de agosto de 2018, ele marcou seu primeiro gol em uma competição continental na segunda partida da segunda pré-eliminatória da Liga Europa contra o Ventspils da Letônia.

### Lokomotiv Moscou
Em 17 de agosto de 2020, foi anunciada a transferência de Kamano para o clube russo Lokomotiv Moscou por uma taxa de transferência relatada de 5,5 milhões euros.
Em sua primeira temporada, ele ajudou o Lokomotiv a vencer a Copa da Rússia na temporada 2020-21. Ele marcou um gol em cada uma das quatro rodadas que o clube disputou, incluindo na final da competição em uma vitória por 3–1 sobre o Krylia Sovetov Samara em 12 de maio de 2021. Ele também se tornou o artilheiro da competição, junto com o companheiro de equipe Fyodor Smolov.
No dia 30 de junho de 2023, foi oficializada a saída de Kamano do Lokomotiv Moscou.

## Seleção Guineana
Em 6 de julho de 2013, Kamano fez sua estreia na Seleção Guineana na derrota por 3–1 para o Mali, na qualificação para o Campeonato das Nações Africanas de 2014. Em 30 de dezembro de 2014, ele foi convocado para a seleção de 23 jogadores do técnico Michel Dussuyer para a Copa Africana de Nações de 2015, realizada na Guiné Equatorial. Ele participou apenas de duas partidas como substituto na competição, contra Camarões e Gana.
Em 12 de junho de 2015, ele marcou seu primeiro gol pela Seleção Guineana na derrota por 2–1 para a Suazilândia, pelas eliminatórias do Campeonato Africano das Nações de 2017.
Em 13 de junho de 2019, ele foi convocado para a seleção de 23 jogadores para o Campeonato Africano das Nações de 2019, realizada no Egito. Em 22 de junho de 2019, ele marcou um gol no empate de 2–2 de sua equipe contra Madagascar. Kamano marcou de pênalti, após Ibrahima Traoré sofrer falta dentro da área, ele foi substituído aos 78 minutos por Fodé Koita.

## Estatísticas
Atualizado até 28 de julho de 2023.

### Clubes
| Equipe            | Temporada         | Campeonato nacional | Campeonato nacional | Campeonato nacional | Copa nacional[a] | Copa nacional[a] | Copa nacional[a] | Competições continentais[b] | Competições continentais[b] | Competições continentais[b] | Outros torneios[c] | Outros torneios[c] | Outros torneios[c] | Total | Total | Total   |
| Equipe            | Temporada         | Jogos               | Gols                | Assist.             | Jogos            | Gols             | Assist.          | Jogos                       | Gols                        | Assist.                     | Jogos              | Gols               | Assist.            | Jogos | Gols  | Assist. |
| ----------------- | ----------------- | ------------------- | ------------------- | ------------------- | ---------------- | ---------------- | ---------------- | --------------------------- | --------------------------- | --------------------------- | ------------------ | ------------------ | ------------------ | ----- | ----- | ------- |
| Bastia            | 2014–15           | 24                  | 4                   | 0                   | —                | —                | —                | —                           | —                           | —                           | 2                  | 0                  | 0                  | 26    | 4     | 0       |
| Bastia            | 2015–16           | 23                  | 3                   | 0                   | 1                | 1                | 0                | —                           | —                           | —                           | —                  | —                  | —                  | 24    | 4     | 0       |
| Bastia            | Total             | 47                  | 7                   | 0                   | 1                | 1                | 0                | 0                           | 0                           | 0                           | 2                  | 0                  | 0                  | 50    | 8     | 0       |
| Bastia II         | 2014–15           | 3                   | 1                   | 0                   | —                | —                | —                | —                           | —                           | —                           | —                  | —                  | —                  | 3     | 1     | 0       |
| Bastia II         | Total             | 3                   | 1                   | 0                   | 0                | 0                | 0                | 0                           | 0                           | 0                           | 0                  | 0                  | 0                  | 3     | 1     | 0       |
| Bordeaux          | 2016–17           | 30                  | 6                   | 4                   | 4                | 0                | 0                | —                           | —                           | —                           | 3                  | 2                  | 1                  | 37    | 8     | 5       |
| Bordeaux          | 2017–18           | 35                  | 8                   | 4                   | 1                | 0                | 0                | 2                           | 0                           | 0                           | 1                  | 0                  | 0                  | 39    | 8     | 4       |
| Bordeaux          | 2018–19           | 37                  | 10                  | 1                   | 1                | 0                | 0                | 11                          | 3                           | 0                           | 2                  | 0                  | 1                  | 51    | 13    | 2       |
| Bordeaux          | 2019–20           | 11                  | 1                   | 0                   | —                | —                | —                | —                           | —                           | —                           | 1                  | 0                  | 0                  | 12    | 1     | 0       |
| Bordeaux          | Total             | 113                 | 25                  | 9                   | 6                | 0                | 0                | 13                          | 3                           | 0                           | 7                  | 2                  | 2                  | 139   | 30    | 11      |
| Lokomotiv Moscou  | 2020–21           | 25                  | 5                   | 1                   | 3                | 3                | 0                | 4                           | 0                           | 0                           | —                  | —                  | —                  | 32    | 8     | 1       |
| Lokomotiv Moscou  | 2021–22           | 16                  | 2                   | 1                   | —                | —                | —                | 4                           | 1                           | 0                           | 1                  | 0                  | 0                  | 21    | 3     | 1       |
| Lokomotiv Moscou  | 2022–23           | 28                  | 3                   | 3                   | 8                | 2                | 0                | —                           | —                           | —                           | —                  | —                  | —                  | 36    | 5     | 3       |
| Lokomotiv Moscou  | Total             | 69                  | 10                  | 5                   | 11               | 5                | 0                | 8                           | 1                           | 0                           | 1                  | 0                  | 0                  | 89    | 16    | 5       |
| Total na carreira | Total na carreira | 232                 | 43                  | 14                  | 18               | 6                | 0                | 21                          | 4                           | 0                           | 10                 | 2                  | 2                  | 281   | 55    | 16      |

- a. ^ Jogos da Copa da França e da Copa da Rússia
- b. ^ Jogos da Liga Europa da UEFA e da Liga dos Campeões da UEFA
- c. ^ Jogos da Copa da Liga Francesa e da Supercopa da Rússia

### Seleção Guineana
| Ano   |       |      |         |
| Ano   | Jogos | Gols | Assist. |
| ----- | ----- | ---- | ------- |
| 2016  | 1     | 0    | 0       |
| Total | 1     | 0    | 0       |

| Ano   |       |      |         |
| Ano   | Jogos | Gols | Assist. |
| ----- | ----- | ---- | ------- |
| 2013  | 2     | 0    | 0       |
| 2014  | 0     | 0    | 0       |
| 2015  | 5     | 1    | 0       |
| 2016  | 5     | 0    | 0       |
| 2017  | 7     | 3    | 0       |
| 2018  | 5     | 2    | 2       |
| 2019  | 9     | 1    | 0       |
| 2020  | 2     | 0    | 0       |
| 2021  | 3     | 1    | 0       |
| 2022  | 0     | 0    | 0       |
| 2023  | 4     | 1    | 1       |
| Total | 42    | 9    | 3       |

| Ano   |       |      |         |
| Ano   | Jogos | Gols | Assist. |
| ----- | ----- | ---- | ------- |
| 2013  | 2     | 0    | 0       |
| 2014  | 0     | 0    | 0       |
| 2015  | 5     | 1    | 0       |
| 2016  | 6     | 0    | 0       |
| 2017  | 7     | 3    | 0       |
| 2018  | 5     | 2    | 2       |
| 2019  | 9     | 1    | 0       |
| 2020  | 2     | 0    | 0       |
| 2021  | 3     | 1    | 0       |
| 2022  | 0     | 0    | 0       |
| 2023  | 4     | 1    | 1       |
| Total | 43    | 9    | 3       |

## Títulos
Lokomotiv Moscou
- Copa da Rússia: 2020–21